# Skorpetorp
Skorpetorp är en ort i Döderhults socken i Oskarshamns kommun. SCB har för bebyggelsen i byn och dess grannby avgränsat en småort namnsatt till Skorpetorp och Sandshult.
Här finns Oskarshamns golfbana.